# Forêt nationale de San Isabel
La forêt nationale de San Isabel, en anglais San Isabel National Forest, est une forêt nationale américaine située dans le centre du Colorado. Couvrant 4 533 km2, cette aire protégée créée le 11 avril 1902 est gérée par le Service des forêts des États-Unis.